# 4193 Саланаве
4193 Саланаве (4193 Salanave) — астероїд головного поясу, відкритий 26 вересня 1981 року.
Тіссеранів параметр щодо Юпітера — 3,183.